# مراح السراج
مراح السراج أو مراح السريج هي قرية لبنانية من قرى قضاء الضنية في محافظة الشمال.

## جغرافيتها
يبلغ عدد سكانها حوالي ألف نسمة. و هي تعتبر بوابة الضنية آذ آنها المنطقة التي تعتبر الرابط بين جميع بلدات و قرى الضنية و ذلك لموقعا المشترك ما بين اوتستراد سير و اوتستراد بخعون.
يعتمد أبناء البلدة أولا على الزراعة بحيث تشتهر البلدة بالأشجار المثمرة كالمشمش و الجنارك و الخوخ بالإضافة إلى المزروعات الموسمية كالبندورة و اللوبية و غيرها من الزراعات.أما المصدر الثاني هو من المغتربين خارج لبنان و بخاصة أستراليا حيث أن الجالية من البلدة تعتبر يصل عديدها إلى 300 نسمة. و هناك بعض المغتربين في الدول الخليجية كالكويت وسعودية.
من الناحية الصناعية فهناك صناعات يدوية بسيطة كالحدادة و النجارة و غيرها أما وجود المصانع فهو منعدم. وتفتقر البلدة للأندية و المنتديات الثقافية و المكتبات العامة والحدائق و خلافه.